# Texte massorétique
Le texte massorétique (abrégé TM) est le texte biblique hébreu transmis par la Massorah, produit du travail des massorètes. Seules les consonnes des mots hébreux étant écrites, il est possible de lire plusieurs mots pour une combinaison de consonnes donnée. Les massorètes ont ajouté des symboles indiquant quelles voyelles ajouter à ces consonnes,  et ont ainsi indiqué pour chaque mot quel mot il faut lire.

## Présentation

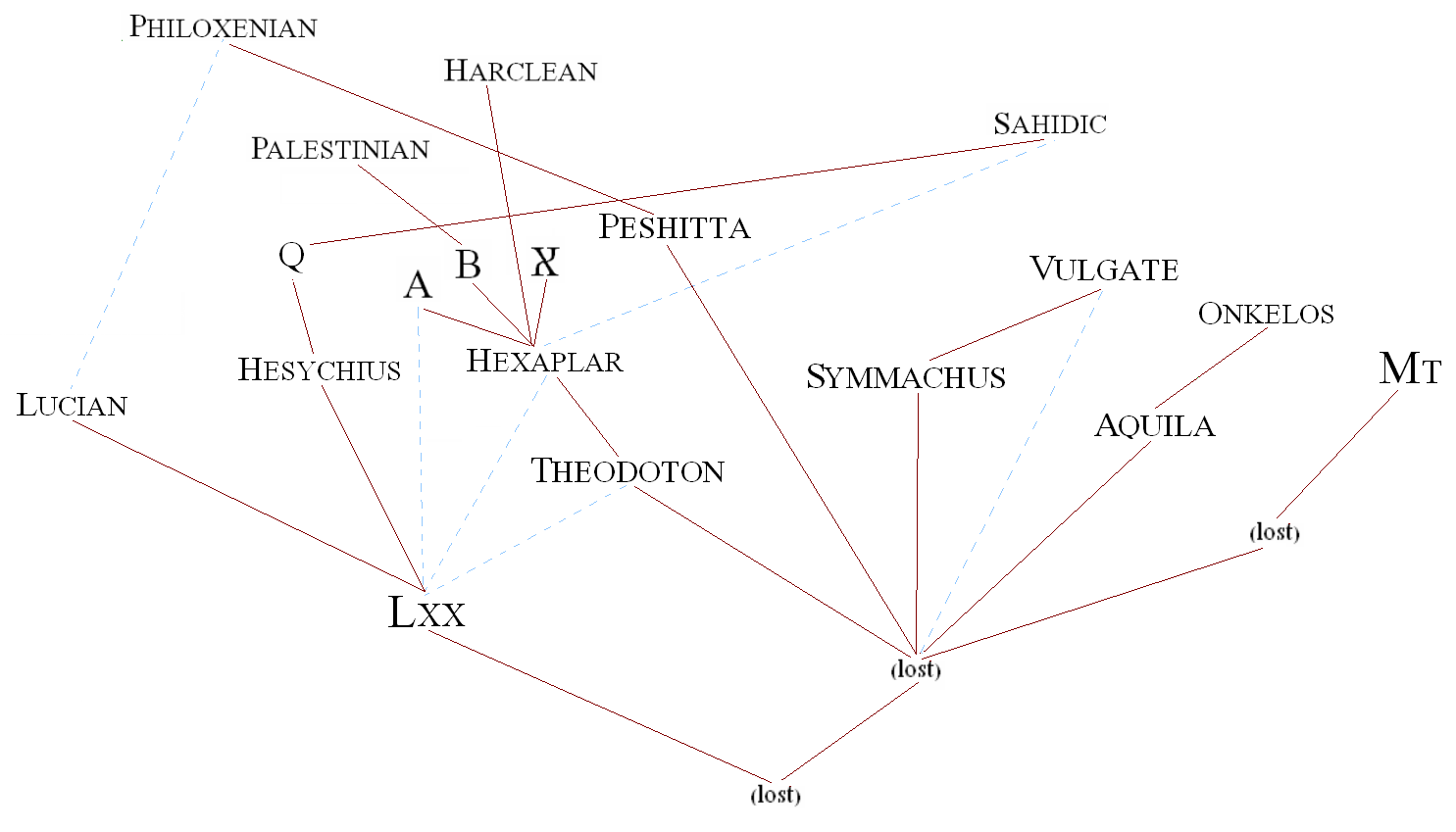
Les principaux manuscrits du texte biblique d'après l'Encyclopaedia Biblica. Les lignes pointillées bleues indiquent les textes utilisés pour les modifications.
MT = texte massorétique. LXX = version originale de la Septante. X [aleph] = Codex Sinaiticus. A = Codex Alexandrinus. B = Codex Vaticanus. Q = Codex Marchalianus.

Le texte massorétique est le texte biblique hébreu produit par les érudits juifs de l'Antiquité puis du haut Moyen Âge appelés massorètes. À la fin du Ier siècle av. J.-C., un texte dit « proto-massorétique » est fixé. Dès le début de l'ère chrétienne, il sert de base à de nombreuses traductions, dont la Peshitta.

## Comparaison avec d'autres versions
Le texte massorétique comporte des différences, dont certaines significatives, avec d'autres versions ou traductions anciennes de la Bible, comme la Bible samaritaine, la Septante et les Manuscrits de Qumrân, lesquelles possèdent des similitudes entre elles à des endroits où elles divergent du texte massorétique. Cela a conduit les milieux académiques à considérer le texte massorétique comme une variante parmi d'autres, imposée comme norme après la destruction du Second Temple de Jérusalem.

## Notation des accents et des voyelles
La notation des accents et des voyelles se serait opérée au Moyen Âge, même si Johannes Buxtorf au XVIIe siècle et d'autres soutenaient que dès l'époque d'Esdras les points-voyelles ont été introduits. Les systèmes babyloniens, plus anciens, ont laissé la place au système tibérien (en), qui date des IXe siècle ou Xe siècle. Le Codex d'Alep, qui est peut-être la toute première copie complète du texte massorétique, date du Xe siècle.

## Critique du texte massorétique
Jusqu'au XXe siècle, il était coutume de considérer le texte massorétique comme conforme à la tradition pharisienne elle-même, c'est-à-dire comme une copie de bonne qualité des écritures considérées comme Textus receptus par les Juifs, telles qu'elles auraient été reçues, ou telles qu'elles auraient été composées à partir de plusieurs sources indépendantes, selon la critique biblique.

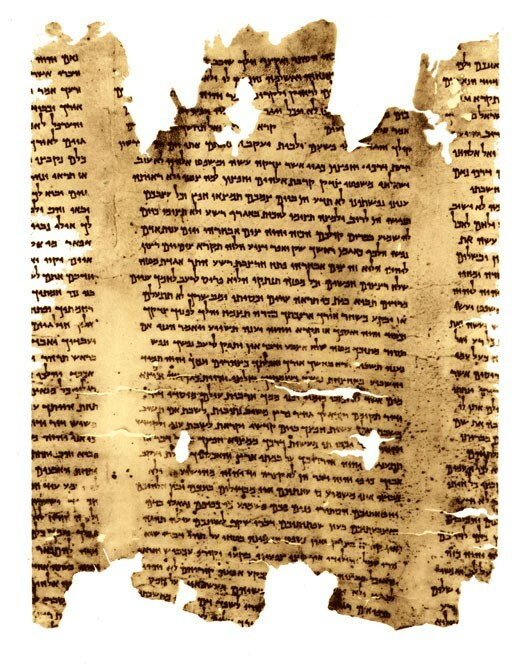
Fragment du Livre d'Isaïe retrouvé dans la première grotte de Qumran (Petit Rouleau d'Isaïe). Le Tétragramme apparaît en caractères paléo-hébraïques

Cependant, la découverte des manuscrits de Qumrân a considérablement modifié cette perception. Ces manuscrits datent pour l'essentiel du IIe siècle av. J.-C. jusqu'au milieu du Ier siècle ap. J.-C.. Quelques-uns, dont des textes bibliques, sont plus anciens et datent du IIIe siècle av. J.-C.,. L'analyse de ces manuscrits montre que les textes de cette période ne présentent pas la scrupuleuse uniformité textuelle qui fut exigée aux siècles suivants[réf. nécessaire]. D'une part, les rouleaux montrent des variantes orthographiques mineures, tant par rapport aux textes massorétiques ultérieurs qu'entre eux-mêmes. D'autre part, on découvre des variantes de versions hébraïques entre la Septante et le texte massorétique qui étaient auparavant considérées comme des amplifications et des déviations textuelles effectuées lors de la traduction de la Bible en grec. Les chercheurs en concluent à l'existence d'un ou de plusieurs textes pré-massorétiques. Selon L. Shiffman, 60 % des textes de Qumrân peuvent être considérés comme proto-massorétiques, 20 % comme typiques de Qumrân, avec toutefois des bases dans les textes proto-massorétiques, 5 % comme de type proto-samaritain, 5 % de type septantique, et 10 % non-classifiés.
Par ailleurs, des objections ont été émises afin de défendre la primauté du texte massorétique : il semble évident, d'après les notes de correction et les variantes alternatives, que les scribes des textes retrouvé à Qumrân se permettaient de choisir librement la version qu'ils jugeaient la meilleure parmi leurs diverses sources. De plus, selon Gretchen Haas, la plupart des textes s'écartant du texte massorétique, y compris quatre manuscrits de type septuagintal, ont été retrouvés dans la grotte n°4, où les textes n'étaient pas aussi précieusement conservés ; il est conjecturé que cette grotte était une gueniza où étaient entreposés les textes impropres à l'usage, car endommagés ou contenant des erreurs textuelles.